# Marina de guerra en la Antigua Grecia
La marina de guerra en la Antigua Grecia, que no se puede generalizar a todos los griegos, sino a algunas polis griegas, permaneció directamente sometida a la expansión territorial, que era a la vez el fin y la condición necesaria.
Algunos Estados de la Antigüedad clásica supieron dotarse de una poderosa marina de guerra: Atenas en la época clásica, Egipto, Cartago y Rodas en el período helenístico, y Roma en el curso de las guerras púnicas y a finales de la república.
Desde el punto de vista de sus instrumentos, la guerra en el mar tenía unas exigencias propias, por completo alejadas de las del combate en tierra firme. De ahí que haya algunas contradicciones entre la originalidad técnica de las actividades marítimas y su subordinación a las actividades terrestres; contradicciones que son obvias en las secciones de los barcos de guerra, en las flotas militares y en las tácticas navales.

## Los barcos de guerra

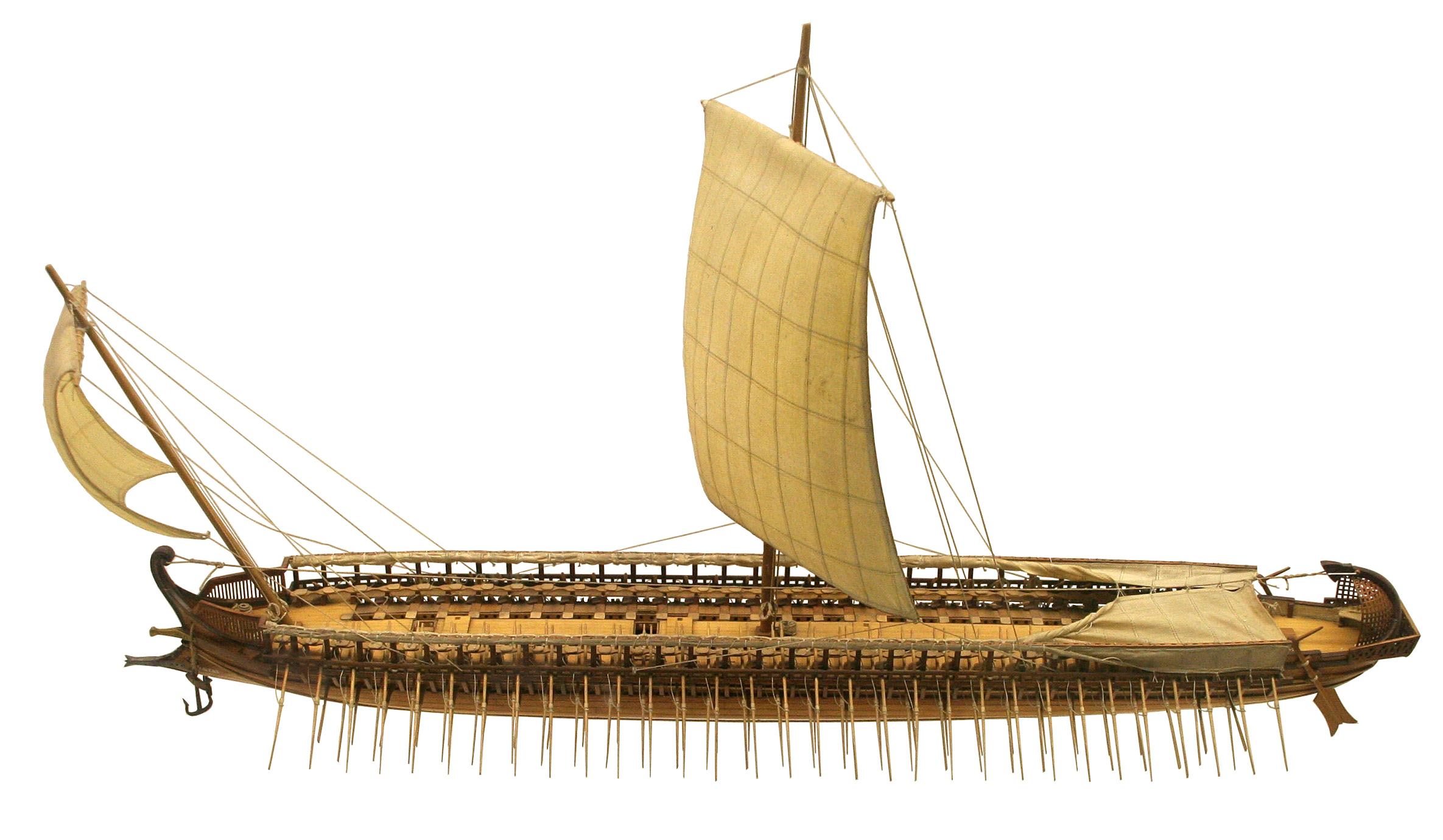
Modelo de trirreme

Los barcos de guerra conservaron, durante toda la Antigüedad, ciertas características técnicas que delimitaron siempre de un modo bastante concreto el campo de su uso estratégico y táctico.
En primer lugar, se diferenciaban de los barcos mercantes por su forma alargada, que les valió siempre el apelativo de barcos «largos». Rápidos, y por lo general dotados de una gran capacidad de maniobra, eran en cambio muy poco marineros, lo que les convirtió a menudo en presa de las tempestades, aunque la costumbre quería que no se hiciera uso de ellos durante la temporada mala. En resumen, eran unas construcciones armoniosas, pero frágiles.
En segundo lugar, se distinguían de los barcos mercantes en su modo de propulsión, puesto que, si bien estaban provistos de una e incluso varias velas que se izaban durante las travesías, de lo que dependían en el momento del combate era de la potencia de sus remos.
Una primera consecuencia era que, en sus limitados cascos repletos de remeros, no se podían acumular reservas de agua y alimento, de ahí la necesidad de hacer frecuentes escalas. También sucedía que estos ingenios de guerra valían tanto como los hombres que los dirigían y que, por decirlo así, los personalizaban. Del ardor, de las energías y, sobre todo, de la habilidad de los remeros, fruto de una larga experiencia, dependía en gran parte el resultado de la batalla.
Finalmente, para que pudieran llevar a cabo su función militar, los barcos de guerra debían incluir accesorios esenciales; por un lado, un espolón para desfondar a los barcos enemigos y, por el otro, plataformas de combate, en donde pudiera situarse la infantería de marina. No obstante, estos dos accesorios conocieron durante la Antigüedad un desarrollo variable, según predominara la táctica del abordaje o la del espolonazo.

## Los orígenes de la marina de guerra

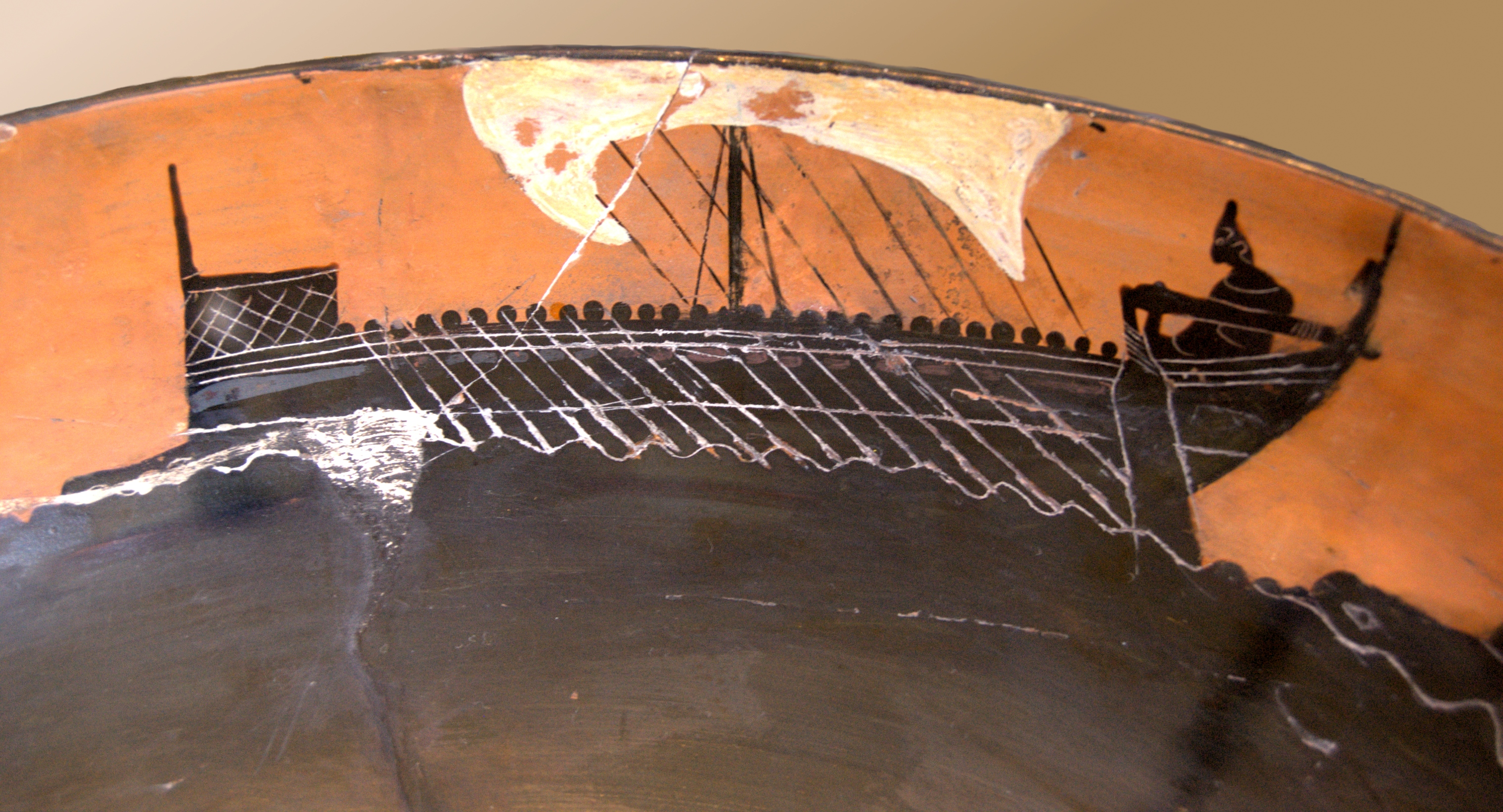
Barco de guerra en una vasija griega

Los primeros navíos de guerra, reconocibles por sus remos y su forma alargada, aparecen incisos en una placa de arcilla del III milenio a. C., descubierta en Siros, una isla del mar Egeo,
así como en una pintura de un vaso del siglo XVII a. C. hallado en Volos, en Tesalia.
Nuevos detalles se pueden observar en representaciones, más o menos esquemáticas, de la época micénica: velas, mástiles y plataformas a proa y popa.
Para comienzos del primer milenio a. C. disponemos de las descripciones homéricas, a menudo convencionales y estereotipadas, pero en ocasiones también ricas en vocabulario náutico y en evocadoras descripciones, como cuando hablan de los «negros navíos» o de los «huecos navíos», «bien unidos», «bien trabajados», con la proa azul o roja, tan ligeros que cada noche se los podía sacar del agua y varar en la orilla y tan bajos que no había peligro en saltar desde su borda a tierra firme.
Sin embargo, hay un detalle que Homero no menciona, pese a que ya se utilizaba en su tiempo: el espolón de proa  que está claramente atestiguado desde comienzos del siglo VIII a. C. en vasos cerámicos de estilo geométrico.
Los más habituales de esos buques eran propulsados por 20 o 30 (triacónteras) o 50 remeros (pentecónteras), repartidos en dos bancos a babor y otros dos a estribor. En ocasiones, desde finales del siglo VIII a. C., cada uno de esos bancos se desdobla en dos hileras superpuestas, de las que nacen los birremes (dikrotoi).
El mérito de esta invención recae en los fenicios, que en esta época aparecen en todo el Mediterráneo, o en los propios griegos; quizá el corintio Aminocles, quien, según Tucídides, se habría distinguido en Samos, cerca del 704 a. C., al crear la samaina.

## El reino del trirreme

Sección de trirreme

Del birreme, que llevaba un centenar de remeros, se pasó al trirreme (o triere, según la palabra romana triremis), cuyo nombre aparece por primera vez hacia mediados del siglo VI a. C. en los poemas de Hiponacte.
Según Heródoto, este tipo de navío se utilizaba desde finales del siglo VII a. C., en tiempos del faraón Necao I, que excavó un canal entre el Nilo y el mar Rojo «lo bastante ancho como para que dos trirremes bogando de frente pudieran navegar por él», antes de hacer construir algunos de ellos, unos con destino al mar septentrional, los otros en el golfo Arábigo con destino al mar de Eritrea.
Es poco verosímil que los egipcios fueran sus inventores; más bien serían los corintios, que tuvieron buenas razones para perfeccionar su armamento marítimo desde la primera mitad del siglo VII a. C., con motivo de sus conflictos con Corcira.
Otros historiadores se pronuncian por una datación diferente; ya sea más antigua (finales del siglo VIII a. C.), como es el caso de aquellos que siguiendo a Tucídides tienen a Aminocles por el inventor del trirreme; ya más moderna (finales del siglo VI a. C.), cuando arguyen que, hacia el 535 a. C., Polícrates de Samos debía su poder a una flota formada todavía por pentecónteras.
En cualquier caso, los trirremes estaban muy difundidos por el Mediterráneo oriental desde finales del siglo VI a. C. El propio Polícrates envió 40 de ellos a socorrer al rey aqueménida Cambises II en 525 a. C.
En 494 a. C., durante la revuelta jónica contra los persas, Quíos pudo alinear 100, Mileto 80, Lesbos 70 y Samos 60.
La flota enviada por Darío I en 490 a. C. habría estado formada por 600, mientras que Gelón de Siracusa, diez años después, les ofrecía 200 a los griegos, a cambio del mando supremo en el mar. Sin contar con que los atenienses, gracias a los esfuerzos de Temístocles, pudieron disponer de más de 200 trirremes durante la segunda Guerra Médica.
Los especialistas se han esforzado por resolver el difícil problema de la disposición de los remos a bordo de los trirremes, sirviéndose de algunas representaciones de difícil interpretación y de escasos textos, no menos enigmáticos en sus detalles. Los datos fundamentales que podemos mencionar son que las portillas de remo no estaban colocadas a la misma altura y que en la tripulación de un trirreme siempre había tres categorías de remeros: los tranitas, los zigitas y los talamitas, lo que hacía un total de 170 hombres aproximadamente.
No hay más que tres posibilidades para distinguir las diferentes categorías de remeros según su disposición en el interior del barco, disponiéndolos a lo largo, a lo ancho o a lo alto. Las dos primeras soluciones, que consisten en repartir de la proa a la popa a tres grupos de boga o confiarle la maniobra de cada remo a tres hombres, no han dejado de tener en el pasado sus defensores, a los que no les gustaba considerar la superposición de tres bancos de remeros. Sin embargo, el problema ha quedado definitivamente resuelto en favor de la tercera solución, con algunas variaciones, muy comprensibles, de detalle.
Los remeros del banco inferior, llamados talamitas, movían sus remos a través de portillas situadas a unos 50 cm por encima de la línea de flotación y, por ese motivo, provistas de troneras de cuero. Los remeros del banco medio, llamados zigitas, los movían bajo el puente. Mientras que para sujetar los toletes de los remeros del banco superior, llamados tranitas, se habían dispuesto monturas de madera que sobresalían de las bordas y que se llamaban parexeiresia, es decir, «dispositivo auxiliar para los remos».
De modo que los emplazamientos para remar se superponían, pero también se imbricaban, de tal forma que las portillas se presentaban al tresbolillo en los flancos del navío. Así se conseguía no forzar, por razones de seguridad, la altura de las bordas (2,20 m) e igualar la longitud de los remos (4,17 m, excepto en el centro del trirreme, en donde llegaba a los 4,40 m). Por consiguiente, la unidad tripartita de remo, que daba su nombre a este tipo de barco, se disponía en oblicuo.
A cada lado del trirreme había 27 de esas unidades, a las que se añadían, debido al perfil del casco, dos tranitas remando en solitario delante y detrás. Como cada hombre estaba situado a una distancia aproximada de unos 90 cm de su vecino, la longitud del trirreme no sobrepasaba en demasía la del antiguo pentecóntero, en donde se alineaban 25 remeros (debía alcanzar unos 36 m) y, sin embargo, se conseguía un incremento apreciable de capacidad, lo que le permitía desarrollar una velocidad, sin velas, de más de cinco nudos.
En cambio, necesitaba obligatoriamente remeros bien entrenados, suficientemente coordinados en su bogar como para no entrechocar sus remos.

## La tentación del gigantismo

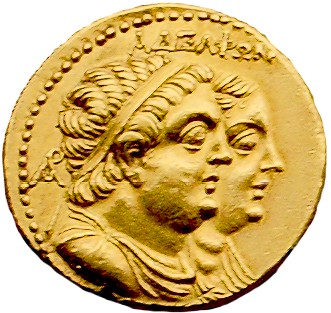
Ptolomeo II con Arsione

Desde comienzos del siglo IV a. C., se observan ya algunos signos precursores de esa carrera hacia el gigantismo en la construcción naval. En el 339 a. C., en Siracusa, los ingenieros de Dionisio I, que contaban en su haber con la puesta a punto de la catapulta, inventaron la quinquerreme (con cinco bancos de remeros) y construían cuatrirremes (con cuatro bancos de remeros).
Es muy posible que no se tratara más que de prototipos, más o menos logrados, y que la invención de los modelos definitivos de cuatro y cinco bancos de remeros se debiera más bien a los fenicios o a los chipriotas, poco antes de ser sometidos por Alejandro Magno.
Lo que sí es seguro es que, en el momento en que este comenzó su expedición, la mayor parte de las flotas orientales estaba formada por quinquerremes, mientras que la flota ateniense del 325-324 a. C. todavía contaba con 360 trirremes y solo 50 cuatrirremes y 7 quinquerremes.
En 314 a C., Demetrio Poliorcetes pidió a los fenicios que le construyeran un navío de siete bancos de remreros; en el 301 a C., ya tenía uno de trece y, posteriormente, en el 288 a C., de quince y dieciséis bancos. Seguidamente, Antígono I Gonatas (276-239 a C.) hizo que se comenzara a construir en Corinto el Istmia, que seguro que tenía 18 bancos.
Ptolomeo II Filadelfo (282-246 a. C.) encargó a Pirgóteles que le construyera, en Chipre, navíos de 20 y 30, antes de que Ptolomeo IV Filopator (221-203 a. C.) se llevara la palma con un navío de 40 bancos, del que Calígeno nos ha dejado una descripción maravillada:

Filopator dio al barco de 40 bancos que construyó una eslora de 280 codos (124,32 m) y 38 codos (16,87 m) de una borda a otra, así como una altura de 48 codos (21,31 m) hasta el adorno de la proa. Desde los adornos de proa hasta la línea de flotación había 53 codos (32,53 m). Había cuatro remos-timón de 30 codos (13,32 m) que debido al plomo contenido en sus empuñaduras y al peso de su parte interna, estaban lo suficientemente bien equilibrados como para ser fáciles de gobernar. Tenía dos proas y dos popas, y poseía siete espolones; el primero el más importante, los demás eran de tamaño decreciente, y algunos protegían las serviolas de proa. Estaba revestido con doce cables de cinta, cada uno con una medida de 600 codos (266,40 m). Era extremadamente bien proporcionado y la ornamentación del navío admirable. Tenía mascarones de proa y popa con no menos de 12 codos (5,32 m), y no había rincón que no estuviera adornado con pinturas al encausto. Desde los remos hasta la carena estaba rodeado de hojas de hiedra y de tirsos. Tan grande era la riqueza de su aparejo, que no había rincón del barco que no lo tuviera. Durante un crucero de prueba, llevó a 4000 remeros y 400 hombres para las maniobras; en el puente, 2850 infantes de marina y además, bajo los bancos, mano de obra complementaria y una gran cantidad de alimentos. (Ateneo, Banquete de los eruditos, V, 203 y ss.)

En este caso, se trataba de una construcción de prestigio, de un juguete real. Pero no podemos decir lo mismo de los barcos anteriores. Por ejemplo, he aquí la composición de la flota de Ptolomeo II Filadelfo, que estaba formada de 366 unidades: dos navíos de 30 bancos (uno de los cuales hacía de barco almirante), uno de 20, cuatro de 13, dos de 12, catorce de 11, treinta de 9, cinco de 6, diecisiete de 5 y 224 de menor tamaño.
La cuestión del punto de vista técnico de estas supergaleras, que sigue siendo muy polémica, supone el principio de la superposición de remeros y el manejo de un remo a muchos de ellos. Mientras el número de bancos fuera inferior a 24 puede explicarse así, combinando el número de hileras de remos y remeros asignados a cada remo. Pero cuando se llega a 30 o 40, hay que buscar una explicación complementaria. Puede que, como sugiere la descripción de Calígeno, pensando en un navío de dos cascos, de tipo catamarán. Se logra así aumentar el número de remeros al tiempo que se limita la altura de las bordas. En un navío de 10 bancos, idéntico al que utilizó Marco Antonio en la batalla de Accio en el 31 a. C., el puente no estaba a más de 3 m sobre el nivel del mar.

## Otros tipos de barcos
En toda flota militar antigua había un cierto número de navíos especializados, cuya construcción y mantenimiento estaban dictados por las funciones particulares que se les confiaban.
Unos estaban destinados al transporte de tropas o de sus monturas. Otros servían como correos, como el Páralo en Atenas. Otros tenían por modelos a los barcos piratas que querían combatir o destruir. En esta última categoría entraban, con el viejo triacóntero, toda una serie de embarcaciones ligeras y rápidas, de naturaleza y apelativos variados según las regiones: keles o keletion, epatrokeles o epaktris, lembos ilirio, liburna dálmata, etc.
Más conocida y difundida que las embarcaciones precedentes es la hemiolis («aquella compuesta por un banco y medio»), una birreme en la cual una parte de los remeros (la mitad posterior del banco superior) abandonaba su puesto en el remo durante el abordaje para participar en el combate y dejar sitio a la vela. Para luchar contra las hemiolotai de los piratas, se habría inventado en el siglo IV a. C., aplicando el mismo principio al trirreme, la triemiolia, que aparece frecuentemente en época helenística en las flotas rodia, egipcia y ateniense.

## Arsenales
Los arsenales estaban compuestos, en primer lugar, por hangares para barcos, cuyo número y dimensiones permiten determinar la importancia cuantitativa y cualitativa de la flota que acogían. Según las fuentes disponibles, parece que el tirano Polícrates de Samos habría sido el primero en construir uno en Samos, hacia el 525 a. C.
En la época clásica serán especialmente numerosos en El Pireo (372 en 330-325 a. C.), en torno a las radas de Muniquia (82), de Zea (196) y de Cántaros (94), así como en Siracusa (310 a comienzos del siglo IV a. C.).
Algunos ejemplares con la parte inferior tallada en la roca han sido descubiertos por los arqueólogos en El Pireo, Sunio, Oinaidai, Acarnania y en Apolonia, en Cirenaica. En este caso, los diques secos, que estaban separados entre sí por columnatas o muros macizos, tenían 6 seis metros de ancho y 40 de largo, 38 de los cuales estaban por encima del agua; en sus canales centrales se izaban los trirremes con ayuda de rodillos y polipastos, por una pendiente cuyo porcentaje era de 1 a 14.
A estos hangares se añadían numerosas dársenas para reponer los aparejos, la más famosa y mejor conocida de las cuales, gracias a una descripción que se conserva, fue obra, en El Pireo, del arquitecto Filón a finales del siglo IV a. C.
Los arsenales estaban controlados por colegios especiales de magistrados, que en Atenas eran conocidos como neoroi o epimeletes. En Rodas, determinadas indiscreciones respecto al armamento naval estaban castigadas con la pena de muerte.

## El armamento naval
Armar una flota exigía la intervención directa o indirecta del Estado, puesto que era el único capaz de soportar la carga inicial y de asegurar el servicio regular que desempeñaban.
En la época clásica, la construcción de barcos de guerra era asumida por el Estado. Este sistema databa de la época de Temístocles que había conseguido, poco antes de la segunda guerra médica, convencer a sus compatriotas para que destinaran a ello los 200 talentos proporcionados por el descubrimiento de un nuevo filón de plata en las minas de Laurion, en vez de repartírselos. Estos ingresos colectivos fueron distribuidos, en este caso, entre los ciudadanos ricos con la condición de que proporcionaran los barcos. Después sería la boulé la que se vio obligada, so pena de que se les negaran los honores tradicionales al término de su mandato, a velar porque se comenzara la construcción, cada año, de un determinado número de trirremes, por lo general una decena.
En cambio, todo lo tocante al mantenimiento y equipamiento, tanto en hombres como en material, de los navíos de cuya construcción se hacía cargo el Estado, se hacía recaer en los ciudadanos más ricos (pertenecientes a la clase de los pentakosiomedimnos), que se veían sometidos obligatoriamente a un servicio especial que llevaba el nombre de trierarquía.

A mediados del siglo V a. C., los trierarcas eran tantos como unidades era posible fletar (unos 400 en vísperas de la guerra del Peloponeso). Pero este servicio se convirtió en una carga tan grande en la segunda mitad de esta guerra (guerra de Decelia), que a partir de entonces hubo de confiarle la responsabilidad de un único navío a dos trierarcas, llamados sintrierarcas, antes de pasar en 357 a. C. al sistema de las sinmorías, que permitía repartir este tipo de obligación entre un número cada año mayor de ciudadanos. Los 1200 ciudadanos más ricos fueron agrupados en 20 simmorias, cada una de las cuales se encargaba de muchos navíos.
El funcionamiento de la trierarquía, que se basaba en una discriminación fiscal, suscitó muchos problemas, que pronto se convirtieron en procesos entablados por aquellos que se quejaban de soportar una carga injusta en contra de aquellos que intentaban por todos los medios librarse de ella o que malversaban los bienes del Estado, etc.
Demóstenes propuso en el 340 a. C. una reforma definitiva para poner fin a los abusos. Pero hubo de reconocer, cuatro años después, que las maniobras de sus adversarios la habían «desfigurado». Esto no impide que la eficacia de ese servicio ateniense esté lo suficientemente atestiguada por dos siglos de hegemonía marítima y por todas las imitaciones que sufrió en el resto del mundo griego (hasta el reino ptolemaico).

## La composición de las tripulaciones
La tripulación de un barco de guerra se repartía en cuatro categorías: los oficiales, los técnicos, los remeros y los infantes de marina.
En un trirreme ateniense, el trierarca, que la mayoría de las veces carecía de cualquier competencia tanto náutica como militar, contaba en el mar con la asistencia que le prestaban diferentes oficiales de marina que se encargaban de que el servicio se desarrollara adecuadamente: el kybernetes o timonel, que también hacía las veces de segundo oficial; el proreo o vigía, cuya autoridad alcanzaba a todas las operaciones que tenían lugar en la parte anterior del barco, así como todas las cuestiones relativas a la carena y al aparejo; el keleustes («aquel que golpea la medida»), cuya misión general era ocuparse de los remeros; y por último, el pentacontarca, que asistía a sus colegas y que además era el adjunto administrativo del trierarca. Esta jerarquía, con pocas diferencias, era también la de la flota rodia.
A estos oficiales hay que añadirles los técnicos, que variaban según la importancia del navío.
En la flota rodia de la época helenística no había muchos de ellos: un encargado del equipo, un carpintero, un timonel, un engrasador (a cargo probablemente de la conservación del cuero), un médico, un encargado de los estrobos (para fijar y reparar las estopas), un flautista (que marcaba el ritmo de la cadencia de los remeros), así como un cierto número de marineros de cubierta para mantener los cordajes, las velas y las amarras. En un trirreme ateniense de la época clásica, los oficiales y técnicos sumaban un total de veinte personas.
Los infantes de marina también variaban en número, debido a las concepciones tácticas del momento. En los vasos de la época geométrica se los puede ver ya provistos de arcos y de largas picas. En los trirremes atenienses de la guerra del Peloponeso, eran por lo general 14, entre ellos 4 arqueros.
En cuanto a los remeros, ver sección El reino del trirreme.

## El reclutamiento de las tripulaciones
Para ocupar el puesto de remero en la época clásica, los atenienses embarcaban preferentemente en sus navíos a aquellos de sus ciudadanos que pertenecían a la última clase del censo, la de los tetes, y solo en caso de peligro, como en vísperas de Salamina, llamaron asimismo a los zeugitas y caballeros. No obstante, solían recurrir igualmente a sus aliados, sobre todo en tiempos de la Liga de Delos, e incluso a mercenarios.
Los remeros atenienses recibían un salario aproximadamente igual al de los hoplitas, puesto que llegaba a una dracma por día a comienzos de la guerra del Peloponeso.
En la época helenística, los soberanos los reclutaron, por medio de dinero, entre sus súbditos o entre las poblaciones con experiencia del mar Egeo, Asia Menor, Chipre y Fenicia. Raras fueron las polis griegas que entonces mantuvieron a rajatabla, como Rodas, el recurso a sus ciudadanos. Existen numerosos documentos epigráficos que permiten seguir la carrera de ciudadanos de todas las clases sociales en la marina de guerra rodia.
Los griegos estuvieron decididos durante mucho tiempo a coger un remo para defender la patria y, en ocasiones, incluso consiguieron gloria con ello.
El siguiente pasaje de Los acarnienses de Aristófanes ilustra la preparación de una expedición naval:

... inmediatamente hubierais botado trescientos trirremes, y la ciudad se habría colmado del tumulto de los soldados, de griterío alrededor de los trierarcas, del pago de las soldadas, del estofado de los paladios, del alboroto de la lonja, del reparto de raciones, de odres, de estrobos, de gente comprando cántaros, de ajos, aceitunas, cebollas en redes, de coronas, de anchoas, de flautistas de caras congestionadas. El arsenal, a su vez, de maderos aplanados para hacer remos, de martillazos en los toletes, de taladros de escobenes, de flautas, de cómitres, de pífanos, de silbatazos
Aristófanes, Los acarnienses 544-545.

## Las tácticas navales

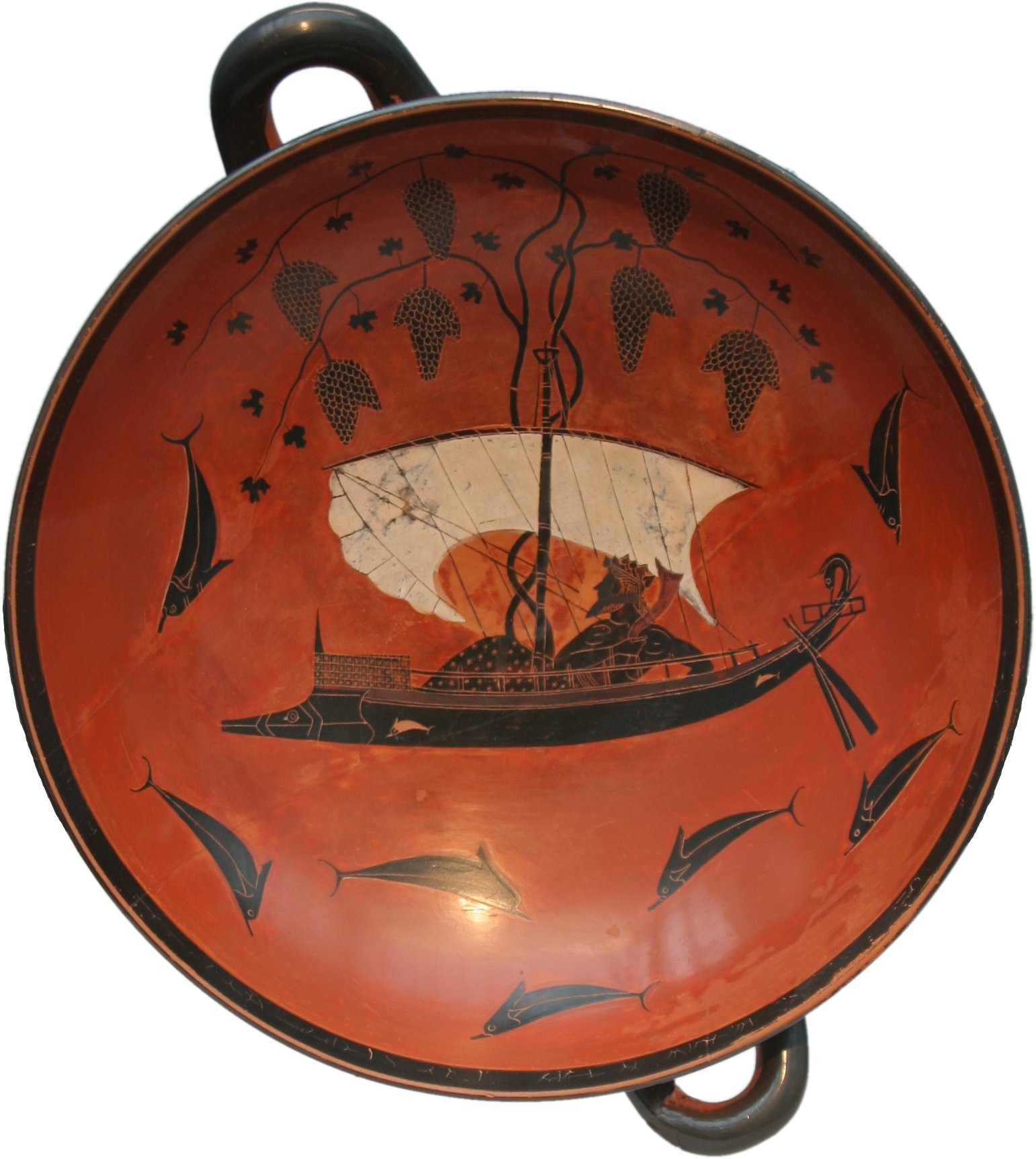

Las tácticas navales fueron fundamentalmente de dos clases, nacidas de la alternativa siguiente: o bien dirigir el combate en el mar como si se estuviera desarrollando en tierra, o bien hacerlo considerando que este tenía lugar en el mar.
En el primer caso, lo determinante son los infantes de marina, que no ven en la nave sino una plataforma flotante y que no aspiran más que a recrear artificialmente las condiciones típicas de una batalla terrestre. En el segundo caso, es el propio barco el que sirve como arma de combate y le da al enfrentamiento un carácter específico. Los objetivos finales eran o bien el abordaje o bien espolonear al adversario.
A partir del momento en que, en la época arcaica, el espolón aparece provisto de una armadura de metal, ya no podemos dudar de su uso en los combates. Desde entonces no dejó de perfeccionarse. Los trirremes llevaban un espolón de bronce coronado por un cierto número de puntas suplementarias. La plusmarca en cuanto al número de espolones le corresponde al barco de 40 bancos de Ptolomeo IV, que estaba provisto de siete de ellos.
El objetivo era poner fuera de combate, y a ser posible hundir, al navío enemigo perforándolo por debajo de la línea de flotación. Para conseguirlo, el agresor tenía que cumplir dos condiciones: situarse en una posición tal que pudiera desarrollar su ataque desde el flanco y no desde la parte anterior del navío contrario, que también estaba provista de un espolón, y lanzar su ataque con una velocidad adecuada, ni demasiado deprisa ni demasiado lenta, de tal modo que lograra penetrar en el casco del adversario sin quedar atrapado en él. En esas condiciones, siempre iguales, el éxito sonreía a aquellos que lograban lanzar sus golpes con rapidez y precisión, gracias a las cualidades de maniobra de sus navíos, que dependían en gran parte de la excelencia de las tripulaciones.
El ataque final necesitaba ir precedido de unas maniobras de aproximación destinadas a colocar al enemigo en una mala posición; unas veces eran improvisadas y originales, en forma de estratagemas (por ejemplo, cuando se las arreglaban para lanzar a la flota enemiga contra la costa), y otras codificadas y fácilmente reconocibles, como si fueran la coreografía de un ballet.
- El periplous era realizado por naves que comenzaban a girar en torno al adversario intentando reducir poco a poco su campo de acción y sembrar el desorden entre sus filas, antes de atacarlo con su espolón. Pero esta maniobra implicaba un cierto riesgo, pues quienes las llevaban a cabo presentaban sus flancos a los golpes enemigos.[8]
- El diekplous consistía en presentarse en fila, con las proas apuntando a los barcos enemigos, intentando deslizarse entre ellos lo más cerca posible con la intención de romper sus remos, para después dar media vuelta, de tal modo que fuera posible lanzarse de popa o de flanco sobre el adversario inerme. Conocido desde el siglo IV a. C., el diekplous aún era considerado en tiempos de Polibio como la «maniobra más eficaz en una batalla naval».[48] No obstante, había tres maneras de hacerlo fracasar: colocándose en dos líneas, adoptando una posición al tresbolillo o formando un círculo.[49]

Sin embargo, raros fueron los momentos en los cuales los procedimientos tácticos, basados en el principio del espolonazo, tuvieron un papel determinante, casi único, en los combates marítimos; pues para ello había de conseguirse un dominio perfecto de las técnicas navales, alcanzar una adaptación total del instrumento de guerra a las condiciones específicas del entorno y tomar plena conciencia de la originalidad de los métodos a emplear. A falta de todo ello, terminaban por imponerse los acostumbrados esquemas inspirados en las maniobras terrestres.
El abordaje demuestra unas preocupaciones tácticas opuestas a las del espolonazo. Si en un caso son los barcos los que se ven envueltos directamente, en el otro son los combatientes. Por eso es posible juzgar, en ausencia de cualquier otro dato, los procedimientos utilizados por los griegos antes de la época clásica según el número de infantes de marina embarcados en cada navío y según la importancia de las instalaciones que les estaban destinadas.

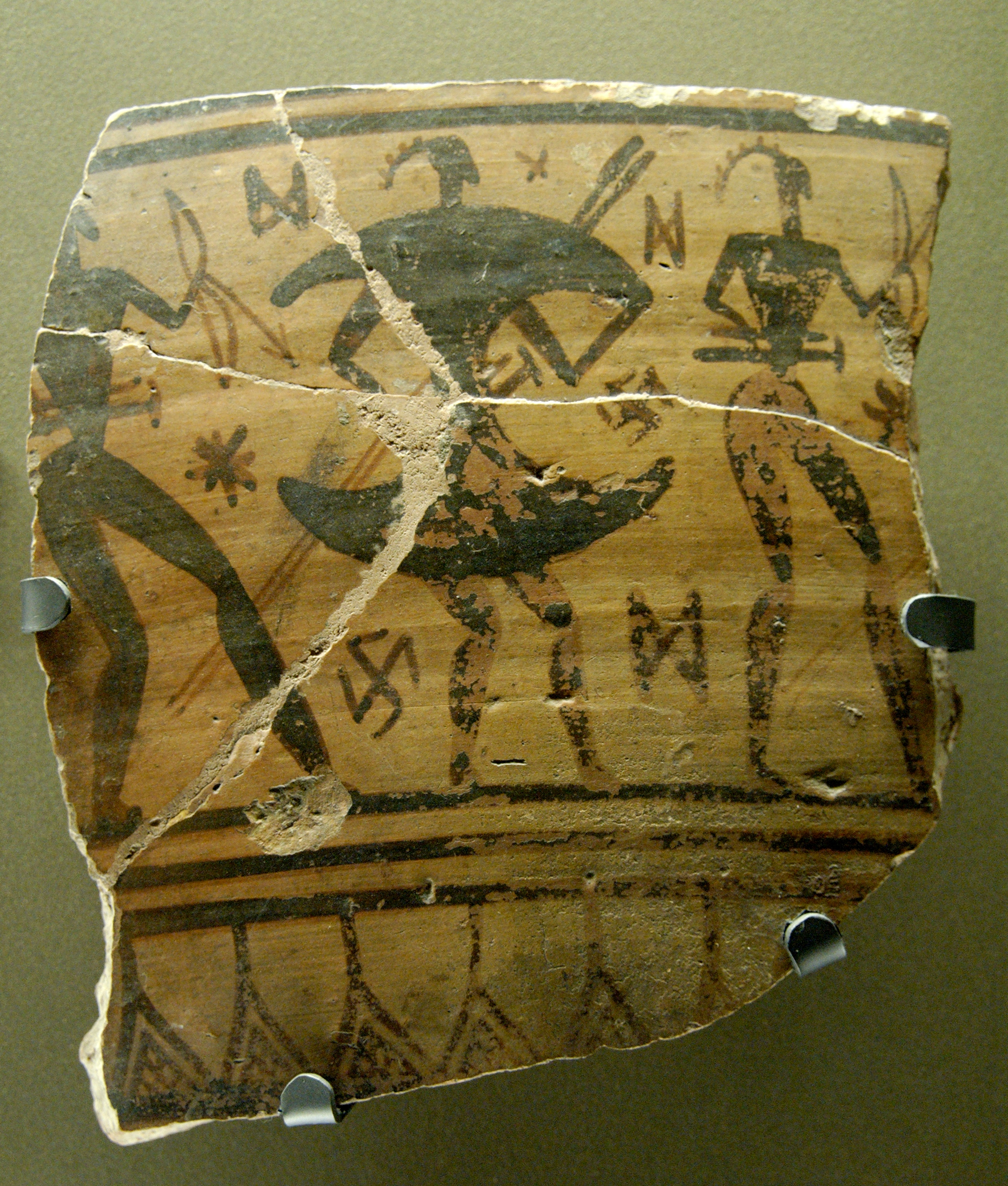
Guerreros, uno con escudo característico. Fragmento de crátera. Maestro del Dípilon. c. (Museo del Louvre),

La práctica del abordaje es por lo menos tan antigua como la del espolonazo. Parece haber gozado de las preferencias de los héroes homéricos. A finales de la época geométrica, en los vasos del Maestro del Dípilon se ven a menudo soldados provistos de arcos y lanzas tomar parte activa en las batallas navales, dispuestos sobre las plataformas de proa y popa. Estas no tardaron en estar unidas entre sí, bien por una pasarela axial, bien por un pasamanos, antes de transformarse, como muy tarde a finales de la época arcaica, en un puente más o menos continuo. Se explica así que 40 infantes de marina pudieran ser embarcados en cada trirreme quiota, en el 494 a. C., para la batalla naval de Lade (cerca de Mileto, en la costa de Asia Menor).
En el 480 a. C. los trirremes atenienses demostraron en el estrecho de Salamina la superioridad táctica del espolonazo sobre el abordaje. En conjunto, esta superioridad apenas fue contestada durante la época clásica, antes de la aparición del gigantismo naval, que permitió a los soldados helenísticos dominar los mares desde lo alto de sus fortalezas flotantes.
El nuevo modo de combate destaca claramente en la descripción que hace Diodoro Sículo de la batalla entre Ptolomeo I Sóter y Demetrio Poliorcetes en el 307 a. C., en las aguas de Salamina de Chipre:

Cuando las trompetas dieron la señal de combate y las dos fuerzas armadas lanzaron sus gritos de guerra, todos los navíos emprendieron un tremendo ataque; utilizando los arcos y los petróbolos, y después, arrojando nubes de jabalinas, se hería a quienes se encontraban a tiro. Seguidamente, cuando los barcos se aproximaron y estaban a punto de chocar con violencia, los combatientes del puente se agacharon, mientras que los remeros, animados por los encargados de la boga, pusieron más energía en sus movimientos. Avanzando con fuerza y violencia, unas veces las naves se arrancaron los remos —lo que les impedía huir o perseguir y no dejaba a la tripulación, pese a su deseo de luchar, lanzarse al combate—, y otras, tras haberse golpeado frontalmente con sus espolones, se liberaron para dar otro golpe, mientras que los hombres del puente se herían unos a otros, tan cerca estaban los blancos. Una vez que los trierarcas habían golpeado por el flanco e incrustado firmemente sus espolones, algunos abordaban al barco enemigo, en donde recibieron e infligieron golpes terribles; en efecto, unas veces, después de haberse enganchado al navío próximo, al perder el equilibrio, caían al mar donde morían de inmediato por los lanzazos de los hombres del puente; otras, al conseguir su propósito, mataban a sus adversarios o los obligaban, dada la exigüidad del espacio, a precipitarse al agua.

Para detener los ataques frontales de las naves macedonias, que estaban dotadas de sólidas serviolas, los rodios, que continuaban confiando en su maniobrabilidad, «habían puesto a punto —dice Polibio— un ingenioso procedimiento. Lanzaban de frente a sus barcos de tal modo que recibían los golpes por encima de la línea de flotación, mientras que ellos tocaban a sus adversarios por debajo, abriendo en sus cascos brechas irreparables».

## Gentes de mar, gentes de poca estima
Fue poco habitual que los antiguos griegos consiguieran llevar sus tácticas navales al mismo nivel de elaboración que sus tácticas terrestres y que alcanzaran un grado de cualificación igual al que demuestran sus técnicas de construcción. El motivo principal es, sin duda, que el prestigio de la guerra en tierra firme se le oponía la desconfianza, el descrédito incluso, más o menos acentuado según las épocas, que sufrían las operaciones marítimas, cualquiera que fuera su papel real en la resolución de los conflictos.
En tiempos de Pericles nadie habría pensado en negar que el control del mar era la base del imperialismo ateniense. Sin embargo, aquello era considerado por los oligarcas como la causa principal de la descomposición política y moral que originaría su caída, pues una polis semejante se hallaba a merced de la plebe marítima, que ineluctablemente había de empujarla hacia las formas más extremas de democracia.
Los «excesos» de los demagogos que sucedieron a Pericles, seguidos de la derrota del 404 a. C., no podían sino facilitar la difusión de esas ideas oligárquicas en el pensamiento conservador del siglo IV a. C. Tanto Isócrates como Jenofonte ven en la hegemonía marítima una fuente de injusticia, pereza, avaricia, codicia y de tiranía, mientras que Platón se preocupa, en las Leyes, porque la ciudad no tenga vistas al mar, para que no sucumba a sus tentaciones. Además, muchos fueron en esa época los que intentaron revalorizar, en sus llamadas utilitaristas al glorioso pasado militar de Grecia, la victoria de Maratón en detrimento de la de Salamina.
Cuando la aniquilación de las ambiciones marítimas atenienses le restó intensidad al debate, las condenas se hicieron menos severas y más matizadas. Aristóteles y Cicerón, pese a ser tan sensibles a los deletéreos miasmas que flotaban en los ambientes portuarios, no por ello dejan de estar dispuestos a aceptar en este punto una especie de compromiso, por razones de eficacia militar y económica; del mismo modo en que, a partir de entonces, el nuevo género literario de los «elogios» supo destacar las ventajas del mar.
La subordinación de la guerra marítima a la terrestre era para los antiguos un asunto de moralidad política. Un Estado que orientara en aquella su actividad militar no solo corría el riesgo de arruinar más o menos rápidamente las bases tradicionales de la economía terrestre, sino que debería aumentar a corto plazo los derechos políticos de los estratos sociales más humildes, que eran los que proporcionaban la base de sus fuerzas armadas.
La guerra naval, en donde lo que más contaba era la calidad del instrumento de combate y la habilidad profesional de los combatientes, llevaba las actividades militares hacia la técnica, en una época en la que esta aún no estaba muy desarrollada en los combates terrestres. Por eso era conveniente dejar ese tipo de práctica guerrera a aquellos que no tenían más que un papel marginal en la vida política de la comunidad.